# Spirembolus cheronus
Spirembolus cheronus là một loài nhện trong họ Linyphiidae.
Loài này thuộc chi Spirembolus. Spirembolus cheronus được Ralph Vary Chamberlin miêu tả năm 1949.